# Åheden (naturreservat)
Åheden är ett naturreservat i Arvidsjaurs kommun i Norrbottens län.
Området är naturskyddat sedan 2014 och är 12 hektar stort. Reservatet omfattar ett område intill Skellefteälvens numera torrlagda fåra. Reservatet består av storvuxen gran och tall. 